# João Pedro (football, 1986)
Pour les articles homonymes, voir João Pedro.
João Pedro, de son nom complet João Pedro Guerra Cunha est un footballeur portugais né le 4 mai 1986  à Figueira de Castelo Rodrigo. Il évolue au poste de milieu droit.

## Biographie
Il remporte le Championnat d'Europe des moins de 17 ans 2003 avec l'équipe du Portugal.
Formé au Sporting Braga, il quitte ce club en 2008 puis le retrouve en 2013.

## Palmarès

### En club
Sporting Braga
- Vainqueur de la Coupe de la ligue portugaise en 2013.

 Apollon Limassol
- Vainqueur de la Coupe de Chypre en 2017

### En sélection
- Vainqueur du Championnat d'Europe des moins de 17 ans en 2003.